# Carl Gustav Föppel
Carl Gustav Föppel (29. November 1825 – 1. Mai 1884 in Dessau) war ein deutscher Opernsänger (Bariton).

## Leben
Föppel, Sohn des Opernsänger Heinrich Anton Föppel und der Schauspielerin Friederike Schilling arbeitete von 1847 bis 1849 am Hoftheater in Dresden, von wo er 1853 nach Dessau ging. Dort hatte er als Bariton eine lange Karriere und wurde auch zum Kammersänger ernannt.